# Ipomopsis tridactyla
Ipomopsis tridactyla là một loài thực vật có hoa trong họ Polemoniaceae. Loài này được (Rydb.) S.L. Welsh mô tả khoa học đầu tiên năm 2003.